# Tokitenkū Yoshiaki
Tokitenkū Yoshiaki (時天空慶晃, Yoshiaki Tokitenkū), né le 10 septembre 1979 en Mongolie sous le nom d'Altangadasyn Khüchitbaatar (Алтангадасын Хүчитбаатар) et mort le 31 janvier 2017 à Tokyo (Japon), est un lutteur japonais de sumo.
Il fait ses débuts professionnels en 2002 et atteint la première division makuuchi juste deux ans plus tard. Son plus haut rang est celui de komusubi qu'il a atteint à trois occasions différentes mais ne l'a jamais conservé plus d'un tournoi. Combattant pour l'écurie Tokitsukaze (en), il remporte un prix sanshō pour sa technique. Il acquiert la citoyenneté japonaise (en) en 2014 et devient ensuite entraîneur.

## Biographie
Tokitenkū est le fils d'un lutteur mongol qui avait atteint un rang équivalent à celui de komusubi en lutte mongole. Il arrive au Japon en 2000 pour étudier à l'université d'agriculture de Tokyo (en). Bien qu'il commence à faire du sumo, gagnant même le championnat universitaire des moins de 100 kg, il a tout d'abord l'intention de retourner en Mongolie après ses études. Il est cependant inspiré par l’exemple de ces compatriotes Asashōryū et Asasekiryū (en), avec qui il pratiquait le judo durant son adolescence à Oulan-Bator, et décide finalement de faire une carrière professionnelle. Il rejoint l'écurie Tokitsukaze (en) juste avant ses 23 ans, l'âge limite maximum établi par l'association japonaise de sumo.
Dès son entrée, il reçoit le shikona (en) (nom de lutteur) « Tokitenkū », en référence au ciel bleu de Mongolie. Il commence sa carrière en juillet 2002, gagnant ses 22 premiers combats officiels et trois championnats consécutifs. Seul Jōkōryū (en), qui a gagné ses 27 premiers combats, Itai (en) et Tochiazuma, qui ont chacun gagné leurs 26 premiers combats, sont restés invaincus depuis leur entrée dans le sumo. Il atteint la seconde division jūryō en mars 2004 et, après juste deux tournois, la première division makuuchi. Il ne lui aura fallu que 12 tournois depuis ses débuts pour l'atteindre, ce qui constitue la seconde performance la plus rapide depuis l'instauration de six tournois par année en 1958.

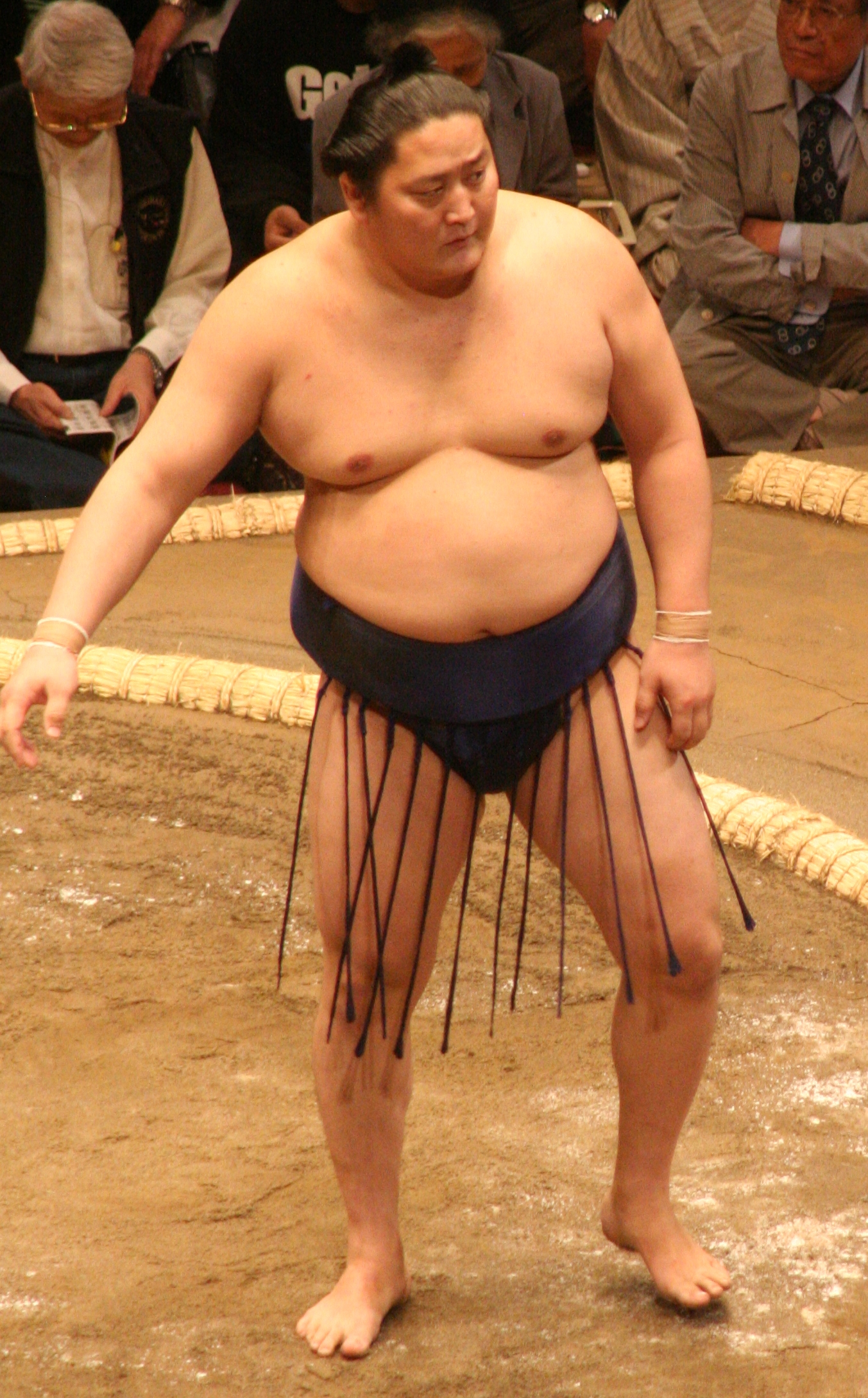
Tokitenkū en 2009.

Il ne réussit pas à se maintenir dans la première division makuuchi, retombant deux fois dans la jūryō, mais son résultat de 10 victoires pour 5 défaites en novembre 2005 lui permet d'atteindre le rang de maegashira 1 ainsi que de remporter un prix sanshō pour sa technique. Il fait ses débuts dans les rangs san'yaku en mars 2007 avec celui de komusubi et défait le yokozuna Asashōryū le premier jour mais rate de peu un autre prix sanshō en tombant juste en deçà de la majorité des victoires avec un résultat final de 7 victoires pour 8 défaites. Il redevient komusubi en juillet 2007 mais remporte de nouveau un résultat de 7-8. En 2008, il devient le premier lutteur depuis Takanonami (en) en 2003 à subir six make-koshi (plus de défaites que de victoires) d'affilée en première division.
Il se retire dans la 10e journée du tournoi de janvier 2010 après s'être disloqué l'orteil, ce qui constitue le premier retrait de sa carrière. Il revient en force en remportant trois résultats positifs aux trois tournois suivants, ce qui lui permet d'atteindre le rang de maegashira 1 au tournoi de septembre 2010. Il en sort cependant avec le résultat désastreux de 2-13.
Tokitenkū retrouve le rang de komusubi pour la première en 35 tournois en juillet 2013, le second plus long intervalle pour un retour en san'yaku après Aobajō (en) et ses 47 tournois entre 1975 et 1983. Tokitenkū parvient à cela alors qu'il a un classement très bas en tant que maegashira 8 en mai, ce qui en fait la première fois depuis 1988 qu'un lutteur sécurise sa promotion en komusubi avec ce classement. En raison d'une série de faibles performances, il retombe en seconde division jūryō pour la première fois depuis 2005 mais il remonte immédiatement en première division grâce à un résultat de 10-5 en jūryō 3 en mars 2014. Il recommence cette performance de nouveau quand il redescend en septembre 2014 et remonte après un tournoi jūryō. En 2015, il participe à deux tournois de la première division, retombe dans la seconde en mai et remonte en première après un tournoi. Après des résultats négatifs en juillet et septembre 2015, il se retire du tournoi de novembre après avoir été diagnostiqué d'un lymphome malin. Faisant des allers et retours à l'hôpital depuis octobre, il se retire également du tournoi de janvier 2016 pour discuter de l'avenir de sa carrière avec son maître d'écurie avant le tournoi d'été à Osaka. Il est absent de plusieurs tournois d'affilée et son rang au banzuke  redescend jusqu'à celui des non-professionnels.

### Retraite
L'association japonaise de sumo annonce le 26 août 2016 que Tokitenkū se retire du sumo. Il obtient la nationalité japonaise en janvier 2014 et devient toshiyori (ancien sumo) de Magaki. Il adopte maintenant le nom de Magaki Oyakata et travaille comme entraîneur à l'écurie Tokitsukaze. À propos de son état, il dit que « avec un traitement prolongé, il était difficile de revenir en forme physiquement et de continuer le sumo ». Il juge que son combat le plus mémorable est sa victoire en séries éliminatoires au tournoi sandanme en janvier 2003 contre son camarade d'écurie Toyonoshima.

### Décès
Tokitenkū Yoshiaki est mort le 31 janvier 2017 d'un lymphome.

## Style de combat
Au début de sa carrière, il pèse environ 113 kg mais gagne du poids de manière régulière et atteint les 150 kg, la moyenne en première division. Il préfère l'agrippement  migi-yotsu  de la ceinture mawashi avec sa main gauche à l'extérieur et sa main droite dans les bras de son adversaire. Sa technique victorieuse la plus utilisée est le yori-kiri (sortie de force) bien qu'il se soit appuyé sur d'autres techniques comme le hataki-komi et le hiki-otoshi. Il aime les lancers (nage) de l'adversaire et est très habile aux techniques de déclenchements, gagnant 17 combats par uchigake (incursion dans l'intérieur de la jambe). Il utilise également la technique extrêmement rare du nimaigeri (tordre les chevilles) à sept occasions, bien qu'il n'ait pas été crédité de cette technique en première division avant mai 2011 et sa victoire sur Shōtenrō (en). Il l'emploie également pour vaincre l'ōzeki Kotoōshū en mars 2007 mais la technique gagnante est alors considérée comme un shitatenage (lancer sous les bras).